# 上田ローマン橋
上田ローマン橋（うえだローマンきょう）は、長野県上田市、一級河川・信濃川水系神川に架かる、上信越自動車道の橋。東部湯の丸インターチェンジと上田菅平インターチェンジとの間に位置する。全長714.5メートル、有効幅員9メートルの鉄筋コンクリート (RC) 20径間連続アーチ橋である。

## 概要
橋は千曲川（長野県内における信濃川の呼称）の支流・神川と、その河岸段丘をまたぐ形で設置されている。RC連続アーチ橋としては径間数（20個）、橋長とも国内最大級の橋梁である。中川設計事務所・綜合技術コンサルタント社が設計し、西松建設・東海興業共同企業体が建設した。その姿がポン・デュ・ガールの様な古代ローマの水道橋を連想させることから「ローマン橋」の名称が付けられた。橋は1996年（平成8年）に完成。同年、小諸インターチェンジと更埴ジャンクション間が開通し、現在供用中である。

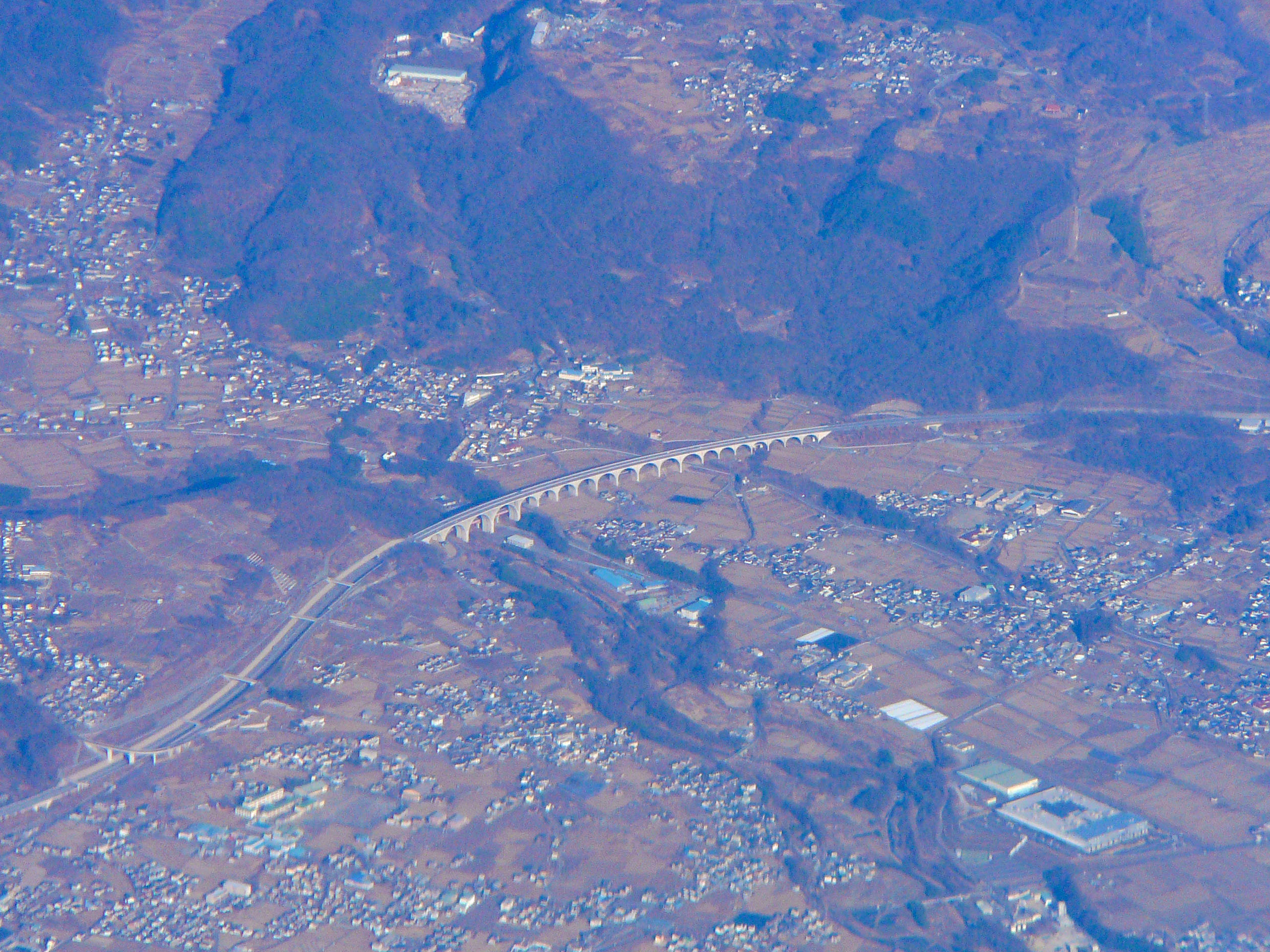
西側上空より
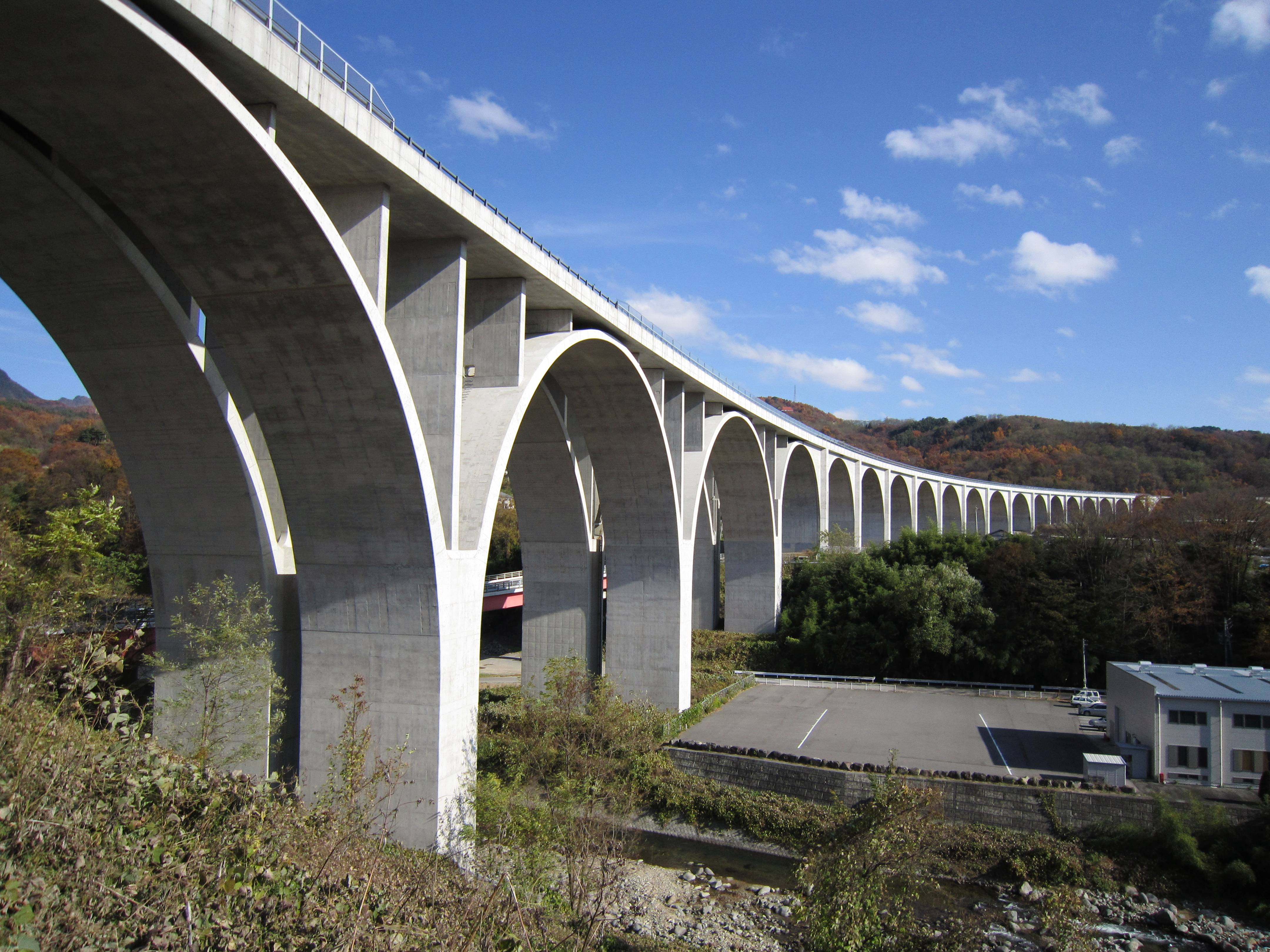
神川右岸下流側より

## 隣
上信越自動車道
(9)東部湯の丸IC/東部湯の丸SA - 上田ローマン橋 - (10)上田菅平IC